# Eulinognathus hepperi
Eulinognathus hepperi ist eine Art der Echten Tierläuse, die bei der südamerikanischen Cuvier-Hasenmaus parasitiert.

## Merkmale
Weibchen sind 1,3–1,36 mm lang, Männchen 0,88–1,02 mm. Der Kopf ist kurz und im hinteren Teil mit dicken Borsten (Setae) besetzt. Die Körperoberfläche ist rau, ausgeprägter beim Weibchen. Der Thorax ist kürzer als der Kopf, wobei der Prothorax am kürzesten ist. Die thorakale Sternalplatte ist rund. Das erste Abdominalsegment ist mit einer einzelnen Borste seitlich der Mittellinie besetzt, die übrigen Segmente tragen eine Borstenreihe, die Segmente 4 bis 6 eine Doppelreihe. Paratergalplatten sind in den Segmenten 2 bis 6 ausgebildet, Stigmen im Bereich der Segmente 3 bis 7. Die Gonopoden der Weibchen tragen drei dicke Borsten. Die männlichen Genitalien bestehen aus einem etwa rechteckigen Apodem, gebogen und spitz zulaufenden Parameren und dem Pseudopenis.